# Vila Chã de Braciosa
Vila Chã de Braciosa (em mirandês Bila Chana de Barciosa) é uma povoação portuguesa sede da Freguesia de Vila Chã de Braciosa do município de Miranda do Douro, freguesia com 42,82 km² de área e 259 habitantes (censo de 2021), tendo, por isso, uma densidade populacional de 6 hab./km².
A freguesia é composta por três aldeias:
- Vila Chã da Braciosa
- Freixiosa
- Fonte de Aldeia

## Demografia
A população registada nos censos foi:
| Distribuição da População por Grupos Etários | Distribuição da População por Grupos Etários | Distribuição da População por Grupos Etários | Distribuição da População por Grupos Etários | Distribuição da População por Grupos Etários |
| -------------------------------------------- | -------------------------------------------- | -------------------------------------------- | -------------------------------------------- | -------------------------------------------- |
| Ano                                          | 0-14 Anos                                    | 15-24 Anos                                   | 25-64 Anos                                   | > 65 Anos                                    |
| 2001                                         | 29                                           | 42                                           | 164                                          | 156                                          |
| 2011                                         | 17                                           | 21                                           | 148                                          | 141                                          |
| 2021                                         | 10                                           | 16                                           | 110                                          | 123                                          |

## Localização
A Freguesia de Vila Chã de Braciosa situa-se no nordeste transmontano, no Planalto Mirandês, pertencente ao Município de Miranda do Douro do Distrito de Bragança, distando da sede do município cerca de 15 km. Apresenta como freguesias limítrofes Duas Igrejas, Palaçoulo e Picote.
Toda a área da freguesia está incluída no Parque Natural Douro Internacional.

## Património
Em Vila Chã destacam-se a Casa Paroquial e a Igreja Matriz, de traça original românica mas bastante alterada, bem como, a Capela de Sta. Cruz.
Em Freixiosa, há apenas a assinalar a Igreja e duas capelas e em Fonte de Aldeia destacam-se a Capela da Santíssima Trindade, a capela do Divino Espírito Santo e as "curraladas mirandesas".
Quanto ao património arqueológico desta freguesia, foram encontrados indícios da provável existência de dois castros, "Castrilhouço" e "Castralheiras", e de duas atalaias, a "Sentinela" e "Belage".
No lugar de Casicas, foi descoberto diverso material romano, o que faz pressupor a existência de um casal rural romano.
A sua flora e fauna são abundantes, existindo uma grande variedade de aves rupícolas que procuram as arribas do Douro para nidificarem.
A nível de espécies arbóreas, destacam-se os Carrascos e os Zimbros.
- Igreja de Vila Chã da Braciosa, incluindo adro e antigo cemitério

## História
Povoada desde tempos ancestrais, como o comprova a existência de um castro na área da freguesia, é uma terra de tradições, detentora de uma arquitectura típica, caracterizada pela construção granítica.
Preserva o característico falar Mirandês que assim designa o nome da sua terra por “Bila Chana”.
Fonte de Aldeia é uma pequena povoação pertencente a esta freguesia, cujo povoado terá nascido do castro romano, que existiu no Monte da Trindade e do qual quase não restam vestígios.
Outrora existiu, em Fonte de Aldeia, uma confraria das almas bastante rica e extensa, que até possuía o apoio do vizinho reino de Leão. Cada membro desta Confraria oferecia uma quantia pré-determinada de cereal que era depositado numa tulha, e que mais tarde, devido à escassez, servia de empréstimo à Quarta (25%), às famílias que o solicitavam. Faziam-se também doze missas anuais, em sufrágio das almas dos irmãos defuntos.

## Tradições
As tradições de Vila Chã de Braciosa passam pela realização de festas anuais.
No primeiro dia do ano celebra-se a Festa do Menino Jesus que faz parte dos ritos solsticiais de Inverno. Esta festa é também designada de festa do Ano Novo e de Festa da Velha. A ronda do Peditório e de saudações aos moradores decorre durante toda a manhã com música de gaita-de-foles e danças protagonizadas pela velha, pelo bailador e pela bailadeira. A Velha transporta nas costas quadras de peditório. A missa solene acontece por volta do meio-dia e conta com a participação dos actores e do gaiteiro. Segue-se o arraial, com o acender da grande fogueira no largo da igreja e o bailarico pela noite dentro, enquanto os figurantes continuam a pedir a «esmola» a quem aparece na Festa do Menino.
Uma das festas mais singulares é também a Festa da Santíssima Trindade em Fonte de Aldeia, que tem lugar no domingo anterior à quinta-feira Santa dos meses de Maio ou Junho, consoante o calendário litúrgico. Num passado ainda recente, esta romaria era pretexto de ajuste de contas entre as Mocidades das aldeias vizinhas, que, depois de assistirem às cerimónias religiosas, armavam disputas de tal ordem, que era necessário deslocar forças a cavalo, vindas de Bragança, para tentarem menorizar os tumultos.
Nos dias de hoje, as disputas já não existem mas, a singularidade da Festa da Santíssima Trindade assenta na tradição das Mocidades das aldeias vizinhas que, depois de celebrada a Missa, se agrupam, e munidos de grandes ramos de árvores, bandeiras representativas das Mocidades ou de Associações Culturais, dão voltas em torno da capela, gritando vivas à Mocidade, em franca alegria e camaradagem. Mais tarde a procissão desce para a povoação, onde decorre o arraial popular.
Festeja-se também todos os anos, no dia 8 de Maio, a Festa dos Sartigalhos (nome mirandês para gafanhotos), em Fonte Aldeia. Reza a lenda que, no passado, teria havido na freguesia uma praga de Sartigalhos tão grande que devastou todas as culturas. Os habitantes, aterrorizados e desesperados, pediram a intervenção divina, implorando à Imaculada Conceição para que extinguisse a praga. As preces foram ouvidas e, para comemorar, no dia 8 de Maio celebra-se uma festa com oito mordomos.
Por último, outra Festa realizada é a de Santa Bárbara, que acontece em Agosto.

## Lenda Moura
Conta-se que, num certo dia, durante o mês de Janeiro, pela ribeira de Vila Chã passava um jovem cabreiro que cuidava das suas cabras, quando ouviu uma voz que dizia:
- António, pega uma rosa.
- Olha! Rosas em Janeiro! – Respondeu ele.
Olhando e aproximando-se viu que a voz era de uma menina que trazia na mão uma rosa. O cabreiro ficou surpreendido com a oferta que a menina lhe fez e aceitou a flor de bom grado. A menina recomendou-lhe, no entanto, que não a mostrasse a ninguém. Quando Antonho chegou a casa, colocou a rosa no fundo de uma arca velha, entre a roupa. No dia seguinte, a sua mãe, querendo remover a arca, encontrou a bela flor e ficou sem palavras. Resolveu, então, mostrar às vizinhas o que o filho tinha guardado. Ao verem a rosa, esta transformou-se, logo em carvão e Antonho nunca mais viu a menina, que se pensava que seria uma Moura.

## Acessos

### Rodoviários
- EN221
  - Miranda do Douro - Duas Igrejas - Fonte da Aldeia - Sendim - Mogadouro - Freixo de Espada á Cinta - Figueira Castelo Rodrigo - Pinhel - Guarda
- CM1128
  - Freixiosa - Vila Chã da Braciosa - Picote
- CM3604
  - Vila Chã da Braciosa - N221 (Duas Igrejas)
- CM3603
  - N221 - Fonte da Aldeia - M569 (Palaçoulo)
- CM1126
  - Cércio (Duas Igrejas) - Freixiosa